# 치우

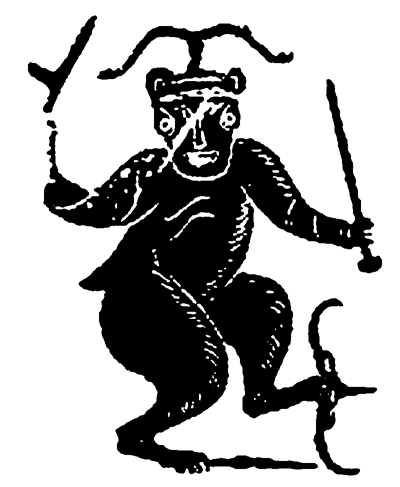
치우로 추정되는 한나라 때의 조각

치우(蚩尤)는 중국의 여러 기록과 전설에서 헌원과 함께 탁록(涿鹿)의 전투에서 싸웠다고 전해지는 전쟁의 신 또는 옛 부족(구려)의 지도자로, 현재의 묘족의 조상신이자 복희, 소호금천과 함께 동이(東夷)의 선조이다.

## 역사
치우에 대한 기록은 사마천의 《사기》〈오제본기〉를 비롯한 중국의 기록으로 전해지고 있다. 치우는 신농의 후예로 황제 헌원과 탁록지전 등 여러차례 전쟁을 벌였다. 신농의 치세 말기에 세상이 혼란스러워지자 헌원이 신농을 대신하여 세상을 안정시켰는데, 이때 치우가 가장 포악하여 염제도 손을 대지 못하였다. 헌원이 신농을 대신하여 제후들을 다스리고 세상을 평정하였을 때 치우가 다시 난을 일으키자 헌원은 군대를 일으켜 치우를 탁록(涿鹿)에서 잡아 죽였다고 한다. 중국의 일부 신화에는 치우에게 81명(또는 72명)의 형제가 있었으며, 여섯 개의 팔과 네 개의 눈, 소의 뿔과 발굽이 있고 머리는 구리와 쇠로 되어 있었다고 한다. 처음으로 창과 방패 등의 무기를 사용하였다고 설명되기도 한다. 치우의 부족은 일부가 헌원에 협조했고, 일부는 여족(黎族), 일부는 요족(瑤族)이 되었다고 한다.

### 기록과 전승의 해석
치우와 헌원이 전쟁을 벌였던 사실은 흔히 '황제 신화'라고 부르며 이러한 신화를 해석하는데 있어서 많은 의견이 존재하였다. 치우가 이끌었던 구려족(九黎族)은 먀오족의 조상이라고 하며 장강(양쯔강) 유역에 거주하였다고 한다. 대체로 치우로 상징되는 양쯔강 유역의 남방 부족과 황제로 상징되는 황하 유역의 한족이 전쟁을 벌였던 것으로 보는 것이 전통적인 견해였다. 청나라 말기의 강유위, 고힐강 등의 의고학파(疑古學派)는 황제 신화를 비롯한 삼황오제의 신화를 비판적으로 분석하여 역사성을 부인하고 전국시대에서 위진남북조시대에 걸쳐 종교적 영향으로 꾸며진 신화로 판정하였다. 그러나 1990년대 이후 중국의 학계는 국가의 개입 아래 한족 중심의 민족주의적인 영향으로 황제 신화를 한족의 국조 설화로 중요시 여기면서, 황제나 치우를 역사적 실존인물로 구축하는 작업을 진행하고 있다는 지적이 있다.
중국, 베트남, 태국 등에 흩어져 사는 묘족, 흐몽족 등은 구려족의 후예를 자처하며 치우를 민족의 조상으로 추앙한다. 한국의 일부 야사에서는 치우씨(蚩尤氏), 치우천왕(蚩尤天王) 등으로 부르며 치우 또는 그 부족이 한민족에 속했다고 주장한다. 하지만 이러한 기록들은 위서로 판명되었기 때문에 역사학계에서는 이러한 주장을 인정하지 않는다.

## 문헌
치우에 대한 기록은 《사기》, 《국어》, 《산해경》, 《상서》 등 춘추·전국시대 이후의 여러 서적을 통하여 전하여지지만, 모든 기록이 일치하지는 않는다.

#### 《산해경》(山海經)
《산해경》〈해경〉에 치우와 황제(黃帝)가 서로 힘을 겨룬 내용이 단편적으로 기록되어 있다.
- 치우가 무기를 만들어 황제를 치자 황제가 이에 응룡으로 하여금 기주야에서 그를 공격하게 하였다. 응룡이 물을 모아 둔 것을 치우가 풍백과 우사에게 부탁하여 폭풍우로 거침없이 쏟아지게 했다. 황제가 이에 천녀인 발을 내려 보내니 비가 그쳤고 마침내 치우를 죽였다. 발이 다시 하늘로 올라갈 수 없게 되자 그가 머무는 곳에서는 비가 내리지 않았다. - 〈대황북경〉[7]
- 치우가 버린 차꼬와 수갑이 단풍나무(楓木)가 되었다고 한다. - 〈대황남경〉

## 관련 문화
중국에서 치우는 전쟁의 신으로 모셔졌다. 사마천의 사기에 따르면, 유방이 항우와의 마지막 전투 전에 치우에게 제사를 지냈고, 그 전투에서 이겼다고 한다. 동양 천문에는 특이한 형태의 혜성이 '치우기(蚩尤旗)'라는 이름으로 분류되어 있다. 한나라 시대의 무덤인 마왕퇴에서 치우기를 묘사한 백서가 발굴되었다. 한국의 옛 기록에는 치우와 관련된 제례나 풍습이 전해지는데, 이는 모두 중국의 예법에 정해진 제례를 받아들여 제사한 것으로 중국이 전쟁의 신으로 치우를 숭상하는 것과 같은 맥락이다. 이런 풍습의 예로는 다음과 같은 것이 있다.
- 둑제 - 고려시대와 조선시대에 군영을 대표하는 대장기로서 치우의 형태라고 전해지는 ‘둑’이라는 깃발을 둑소에 두고 매년 갑옷을 입고 제를 지냈다.[8]
- 마제 - 강무(講武)시에 치우에게 제를 지내는 것으로, 조선 세종 이후 주나라의 제도를 본따 실시하였다.
- 천중부적 - 단오날에는 치우를 이용하여 악귀를 쫓는 부적을 그리기도 했다.

조선 후기 이후로 저술된 일부 기록에서는 치우를 한민족의 일부로 서술하였다. 그러나 일반적인 역사학계에서는 이러한 것들을 위서로 판단하기 때문에 이와 같은 사실들은 인정되지 않거나 언급하지 않는다. 대표적으로 《규원사화》와 《환단고기》가 있는데, 전자에서는 '치우씨(蚩尤氏)'라 불리며, 환웅의 부하로 일족을 이끌고 환웅에 협력하였던 부족 및 부족장으로 설명된다. 치우씨는 환웅의 명령에 따라 집을 만들고 방어와 병기 제작을 담당하였고, 신농의 말기에는 중국 본토에서 천왕이 되었으며, 후자에서 치우는 배달국의 제14대 환웅인 자오지환웅으로 등장한다. 중국의 역사서 및 신화의 내용과 반대로 《환단고기》의 치우는 헌원(軒轅)에게 승리하였다고 한다. 또한 2002년 FIFA 월드컵 때 유명해진 붉은악마의 트레이드 마크 도안이 치우라는 주장되었는데, 해당 도안은 신라 귀면와를 토대로 한 것으로 일반적으로 귀면와의 형상은 치우와 관련짓지 않는다. 그러나 붉은악마 측에서는 이 그림이 치우의 형상이라 주장하고 있다.

## 같이 보기
- 황제 (전설)
- 염제
- 붉은 악마
- 구려족

## 참고 문헌
- 곽박 저, 정재서 역주, 《산해경》 「해경」, 민음사, 1996
- 사마천, 《사기》 「오제본기」, 중국 한나라, 기원전 1세기경
- 북애자, 《규원사화》 「태시기」, 조선 후기(추정)
- 단단학회, 《환단고기》 「태백일사」, 1979
- 《조선왕조실록》